# Maria Bernarda Bütler
Maria Bernarda Bütler, al secolo Verena (Auw, 28 maggio 1848 – Cartagena de Indias, 19 maggio 1924), è stata una religiosa svizzera, fondatrice della congregazione cappuccina delle Suore Francescane Missionarie di Maria Ausiliatrice. Beatificata nel 1995 da papa Giovanni Paolo II, fu proclamata santa da papa Benedetto XVI nel 2008.

## Biografia
Nata da una famiglia di agricoltori benestanti, nel 1866 cercò di entrare tra le suore della Santa Croce di Menzingen, ma l'anno successivo abbracciò la vita religiosa nel monastero di Maria Hilf, delle cappuccine claustrali del terz'ordine regolare di San Francesco, ad Altstätten, dove emise la professione solenne il 4 ottobre 1871.
Ricoprì le cariche di fattora, capocantiniera e maestra delle novizie e, nel 1888, fu eletta superiora del monastero.
Nel 1888 abbandonò la carica di superiora e, a capo di un gruppo di sei religiose, partì in missione per l'Ecuador dove fondò la congregazione delle Suore Francescane Missionarie di Maria Ausiliatrice. Dovette fuggire da questo paese nel 1895, trovando rifugio in Colombia, dove la sua attività missionaria e caritatevole ebbe un grande sviluppo.
Oggi la congregazione è presente con scuole, collegi, asili, ospedali, ospizi in Svizzera, Colombia, Brasile, Austria, Liechtenstein, Italia e alcuni paesi africani.
È stata la seconda donna svizzera a salire agli onori degli altari: la prima fu santa Viborada, canonizzata da papa Clemente II nel gennaio del 1047.